# Bilanz
47°23′04″ пн. ш. 8°29′42″ сх. д. / 47.384467861111° пн. ш. 8.4949853611111° сх. д.
Bilanz — це німецькомовний бізнес-журнал, що публікується в Цюриху, Швейцарія. У 2014 році журнал розпочав також публікуватися в Німеччині. 
Bilanz був створений у 1977 році як наступник Wirtschaftsrevue, щомісячного бізнес-журналу, який публікувався між 1962 та 1977 роками. Видавцем журналу був Jean Frey AG. Він публікувався раз на місяць. У 2005 році став випускатися двічі на місяць.
Журнал став частиною Axel Springer AG у 2007 році. Дочірнє підприємство, Axel Springer Schweiz, публікує журнал Bilanz.

## Ланки
- Офіційний сайт